# مالكوم جيفرسون
مالكوم جيفرسون (بالإنجليزية: Malcolm Jefferson)‏ هو مدرب خيول بريطاني، ولد في 1 ديسمبر 1946 في Penrith, Cumbria ‏ في المملكة المتحدة، وتوفي في 2 فبراير 2018.